# Công Thị Dung
Công Thị Dung (* 20. August 1981) ist eine vietnamesische Fußballschiedsrichterin.
Seit 2005 steht sie auf der Liste der FIFA-Schiedsrichter und leitet internationale Fußballspiele.
Công Thị Dung leitete jeweils ein Gruppenspiel bei der Asienmeisterschaft 2014 in Vietnam, bei der Asienmeisterschaft 2018 in Jordanien sowie bei der Asienmeisterschaft 2022 in Indien.